# Schietsport op de Olympische Zomerspelen 2016 – Skeet mannen
De skeet op de Olympische Zomerspelen 2016 vond plaats op vrijdag 12 en zaterdag 13 augustus 2016. Regerend olympisch kampioen was Vincent Hancock uit de Verenigde Staten, die zijn titel in Rio de Janeiro zonder succes verdedigde. De wedstrijd bestond uit drie rondes, een kwalificatieronde, een halve finale en de finale. Bij de kwalificaties schoot elke deelnemer op vijfmaal 25 doelwitten. De beste zes deelnemers kwalificeerden zich voor de halve finale, waarin werd bepaald wie opging voor de gouden en de bronzen finales. De Italiaan Gabriele Rossetti won het goud door in de finale alle zestien doelwitten te raken; Svensson uit Zweden miste na vijftien rake schoten zijn laatste doelwit en kreeg zo het zilver.

## Uitslagen

### Kwalificatieronde
| rang | naam                  | land                         | 1  | 2  | 3  | 4  | 5  | totaal |      |
| ---- | --------------------- | ---------------------------- | -- | -- | -- | -- | -- | ------ | ---- |
| 1    | Abdullah Al-Rashidi   | IOA                          | 24 | 25 | 25 | 25 | 24 | 123    | Q OR |
| 2    | Marcus Svensson       | Zweden                       | 25 | 25 | 25 | 24 | 24 | 123    | Q OR |
| 3    | Stefan Nilsson        | Zweden                       | 25 | 24 | 25 | 23 | 25 | 122    | Q    |
| 4    | Mykola Miltsjev       | Oekraïne                     | 25 | 24 | 25 | 24 | 24 | 122    | Q    |
| 5    | Gabriele Rossetti     | Italië                       | 24 | 25 | 22 | 25 | 25 | 121    | Q    |
| 6    | Jesper Hansen         | Denemarken                   | 24 | 25 | 24 | 25 | 23 | 121    | Q    |
| 7    | Éric Delaunay         | Frankrijk                    | 24 | 24 | 25 | 24 | 24 | 121    | TB   |
| 8    | Anthony Terras        | Frankrijk                    | 24 | 23 | 25 | 24 | 25 | 121    | TB   |
| 9    | Mairaj Ahmad Khan     | India                        | 24 | 25 | 23 | 25 | 24 | 121    | TB   |
| 10   | Keith Ferguson        | Australië                    | 24 | 25 | 23 | 23 | 25 | 120    |      |
| 11   | Azmy Mehelba          | Egypte                       | 25 | 24 | 25 | 22 | 24 | 120    |      |
| 12   | Anton Astakhov        | Rusland                      | 22 | 24 | 23 | 25 | 25 | 119    |      |
| 13   | Efthimios Mitas       | Griekenland                  | 23 | 24 | 22 | 25 | 25 | 119    |      |
| 14   | Dainis Upelnieks      | Letland                      | 24 | 23 | 23 | 24 | 25 | 119    |      |
| 15   | Vincent Hancock       | Verenigde Staten             | 23 | 24 | 24 | 24 | 24 | 119    |      |
| 16   | Andreas Chasikos      | Cyprus                       | 22 | 23 | 24 | 24 | 25 | 118    |      |
| 17   | Saeed Al Maktoum      | Verenigde Arabische Emiraten | 23 | 24 | 23 | 23 | 25 | 118    |      |
| 18   | Michael Maskell       | Barbados                     | 21 | 23 | 25 | 25 | 24 | 118    |      |
| 19   | Paul Adams            | Australië                    | 24 | 24 | 24 | 23 | 23 | 118    |      |
| 20   | Saud Habib            | IOA                          | 21 | 24 | 24 | 24 | 24 | 117    |      |
| 21   | Frank Thompson        | Verenigde Staten             | 23 | 22 | 24 | 25 | 23 | 117    |      |
| 22   | Renato Portella       | Brazilië                     | 24 | 22 | 21 | 25 | 24 | 116    |      |
| 23   | Ralf Buchheim         | Duitsland                    | 22 | 21 | 25 | 24 | 24 | 116    |      |
| 24   | Luigi Lodde           | Italië                       | 21 | 23 | 24 | 24 | 24 | 116    |      |
| 25   | Sebastian Kuntschik   | Oostenrijk                   | 22 | 22 | 24 | 24 | 24 | 116    |      |
| 26   | Juan Miguel Rodríguez | Cuba                         | 24 | 21 | 23 | 25 | 23 | 116    |      |
| 27   | Federico Gil          | Argentinië                   | 23 | 23 | 23 | 24 | 23 | 116    |      |
| 28   | Franco Donato         | Egypte                       | 22 | 23 | 23 | 24 | 23 | 115    |      |
| 29   | Saif bin Futtais      | Verenigde Arabische Emiraten | 21 | 23 | 24 | 23 | 23 | 114    |      |
| 30   | Ronaldas Račinskas    | Litouwen                     | 23 | 20 | 21 | 24 | 24 | 112    |      |
| 31   | Nasser Al-Attiyah     | Qatar                        | 21 | 22 | 21 | 24 | 23 | 111    |      |
| 32   | Rashid Saleh Hamad    | Qatar                        | 21 | 21 | 21 | 24 | 22 | 109    |      |

### Halve finale
| rang | naam                | land       | totaal | tiebreak |    |
| ---- | ------------------- | ---------- | ------ | -------- | -- |
| 1    | Gabriele Rossetti   | Italië     | 16     |          | QG |
| 1    | Marcus Svensson     | Zweden     | 16     |          | QG |
| 3    | Mykola Miltsjev     | Oekraïne   | 15     |          | QB |
| 4    | Abdullah Al-Rashidi | IOA        | 14     | +4       | QB |
| 5    | Jesper Hansen       | Denemarken | 14     | +3       |    |
| 6    | Stefan Nilsson      | Zweden     | 14     | +3       |    |

### Finales
| rang   | naam                | land     | totaal | tiebreak |
| ------ | ------------------- | -------- | ------ | -------- |
| Goud   | Gabriele Rossetti   | Italië   | 16     |          |
| Zilver | Marcus Svensson     | Zweden   | 15     |          |
| Brons  | Abdullah Al-Rashidi | IOA      | 16     |          |
| 4      | Mykola Miltsjev     | Oekraïne | 14     |          |